# 马泰拉主教座堂
马泰拉圣母暨圣欧达奇主教座堂 (cattedrale della Madonna della Bruna e di Sant'Eustachio)是天主教马泰拉-伊尔西纳总教区的主教座堂，位于意大利巴西利卡塔大区马泰拉。

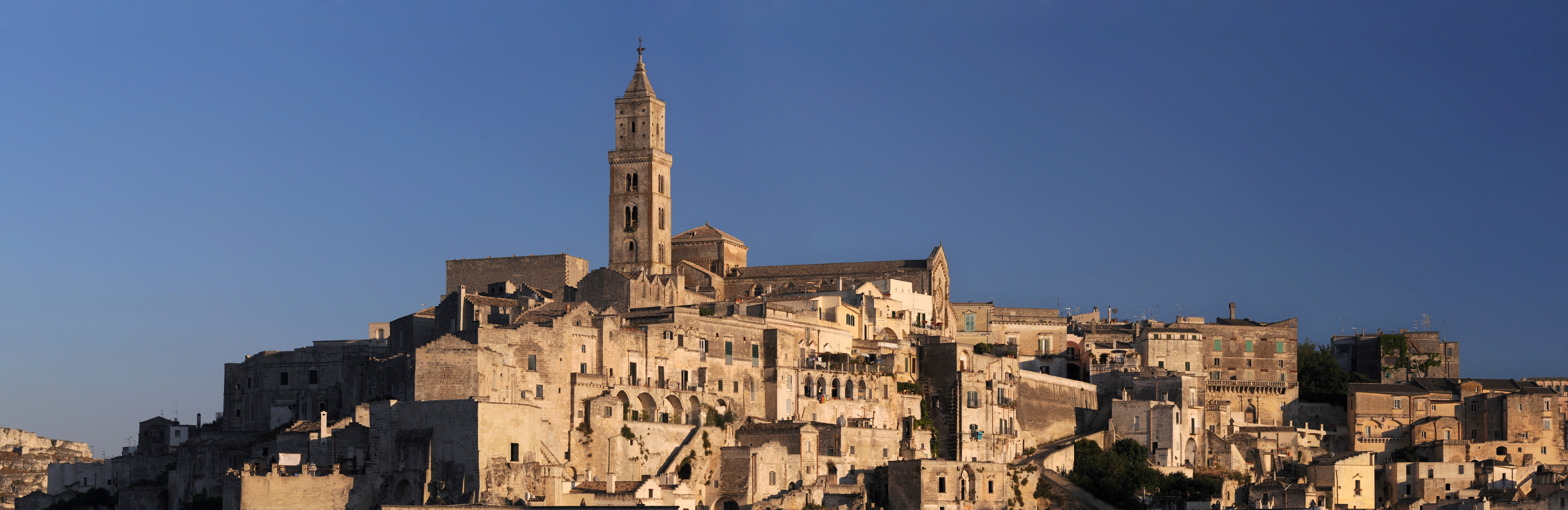

该堂位于城市的最高处，为罗曼式风格，始建于1203年，在这一年教宗英诺森三世将马泰拉教区升为阿切伦萨-马泰拉总教区。1270年建成。钟楼高52米。